# FIFA女子クラブワールドカップ
FIFA女子クラブワールドカップ（英: FIFA Women's Club World Cup）は、FIFAが主催する、クラブチームによる女子サッカーの世界選手権大会である。2024年のFIFA評議会で開催が正式に決定した。
男子のFIFAクラブワールドカップと同様に4年ごとの開催。第1回大会は2028年に行われる予定。